# 고덕동
고덕동(高德洞)은 대한민국 서울특별시 강동구에 위치한 법정동이다.

## 개요
고덕이라는 지명은 고려말 형조참의를 지낸 이양중(李養中)이 조선 태조 이성계의 조선 건국을 반대하여 이곳에 와서 숨어 살면서 벼슬 제의도 거절하는 굳은 절개를 지켜 주위로부터 "덕이 높은 인물"로 추앙을 받는데서 비롯되었고 전해진다. 한편 일설에는 조선시대 기록된 바 고다지동(古多只洞) 또는 '고더기'라는 옛지명이 원래 이름이며 음운이 변하여 고덕동으로 쓰인 것이라고도 한다.
1914년 가재울, 비석말, 방죽말, 동자골 등 자연마을을 광주군 구천면(九川面) 고덕리로 병합하였다. 1963년 1월 1일 서울특별시의 행정구역 확장에 따라 서울특별시 성동구에 편입되면서 고덕동으로 바뀌었고1975년 10월 1일 강남구 관할이 되었고, 1979년 10월 1일 강동구 관할이 되었다.
1982년부터 시작하여 1985년 완료된 고덕지구 택지개발사업으로 도시적 주거지, 상업지가 발전하였다. 곧 1985년 9월 1일 명일동에서 택지개발지역이 고덕동으로 분동되었으며, 1988년 7월 1일 고덕동을 고덕제1동, 2동으로 분동하였다.

## 행정 구역
| 법정동 | 행정동    |
| ------ | --------- |
| 고덕동 | 고덕제1동 |
| 고덕동 | 고덕제2동 |

## 아파트
| 단지명                 | 건설사                                 | 시행사                                     | 주소                                | 입주        | 비고                  |
| ---------------------- | -------------------------------------- | ------------------------------------------ | ----------------------------------- | ----------- | --------------------- |
| 고덕 그라시움          | 대우건설 현대건설 ㈜에스케이에코플랜트 | 고덕주공2단지아파트 주택재건축정비사업조합 | 강동구 고덕로 333 강동구 고덕로 385 | 2019년 9월  | 고덕주공 2단지 재건축 |
| 고덕 아이파크          | 현대산업개발                           |                                            |                                     | 2011년 12월 | 고덕주공 1단지 재건축 |
| 고덕 래미안 힐스테이트 | 현대건설 삼성물산㈜ 건설부문           | 고덕시영아파트 주택재건축사업조합          | 강동구 아리수로50길 50              | 2016년 12월 | 고덕시영 재건축       |

## 주요 시설
- 고덕산
- 동자근린공원
- 두레공원
- 꿈나래 어린이 공원

## 교통
- ● 수도권 전철 5호선
  - 고덕역

## 교육
- 서울고덕초등학교
- 서울강덕초등학교
- 서울묘곡초등학교
- 서울고일초등학교
- 고덕중학교
- 한국구화학교
- 배재고등학교
- 배재중학교
- 명일중학교
- 광문고등학교
- 서울컨벤션고등학교

## 사진

구 고덕제1동주민센터 (아리수로50길 55)

## 같이 보기
- 대한민국의 행정 구역